# Feliniopsis africana
Feliniopsis africana is een vlinder uit de familie uilen (Noctuidae). De wetenschappelijke naam van deze soort is voor het eerst geldig gepubliceerd in 1893 door Schaus & Clements.
De soort komt voor in tropisch Afrika.